# Mate Baštijan
Mate Baštijan (Bastian) (Gornji Jugi kraj Kastva, 3. rujna 1828. – Trst, 25. studenog 1885.), hrvatski književnik, svećenik i političar. Brat je blizanac Ivana Baštijana. 
Nakon školovanja u Kastvu (pučka škola), Viškovu, Rijeci (gimnazija), Zagrebu (gimnazija), Gorici i Trstu, službuje kao svećenik u Umagu i Crnom Vrhu, a kao profesor vjeronauka u Trstu. Rano usvaja ideje ilirizma. Smatra se da je to primio zajedno s bratom kad su se školovali u Zagrebu. Uz biskupa Jurja Dobrilu i D. Vitezića nositelj je hrvatskih političkih pokreta Istre i kvarnerskih otoka 70-ih godina. Godine 1870. pokreće list Naša sloga i do smrti ostaje jedan od njegovih glavnih urednika. Djela je objavio u Našoj slozi i Nevenu. Poznati junaci njegovih djela su Jurina i Franina, dva zamišljena istarska seljaka, koji razgovaraju na kastavskoj čakavštini.
Među najznačajnijim je istarskim piscima svoga vremena: piše lirsku, refleksivnu i domoljubnu poeziju. Osim elegija i budnica, napisao je dramu koju nije dovršio.
Njegov je rad ostao poznatijim od bratova.

## Vanjske poveznice
- Ulice grada Rijeke Matko Baštijan